# C/1865 B1
C/1865 B1, Wielka Kometa Południowa z roku 1865 – kometa jednopojawieniowa, nie powróci już najprawdopodobniej w okolice Słońca. Widoczna była gołym okiem na półkuli południowej.

## Odkrycie i orbita komety
Kometę C/1865 B1 odkryto 17 stycznia 1865 roku. Osiągnęła ona swe peryhelium 14 stycznia tegoż roku, czyli jeszcze przed odkryciem, i znalazła się w odległości 0,026 au od Słońca. Poruszała się po parabolicznej orbicie o nachyleniu 92,5° względem ekliptyki.